# Lill-Abborrtjärnen (Älvdalens socken, Dalarna)
Lill-Abborrtjärnen är en sjö i Älvdalens kommun i Dalarna och ingår i Dalälvens huvudavrinningsområde.